# Figueirense Futebol Clube
Figueirense FC är en fotbollsklubb i Florianópolis i Brasilien. Klubben bildades den 12 juni 1921. 1932 vann klubben sitt första Santa Catarina-delstatsmästerskap.

## Maskot
Från 2002 till 2011 var Figueirenses maskot ett fikonträd med namnet Figueirinha, som betyder "litet fikonträd". Sedan 2012 har maskoten varit en cyklonformad varelse som bär klubbens hemmadräkt. Den kallas Furacão (orkan) efter ett av klubbens smeknamn.